# フランコ・ハリス
フランコ・ハリス（Franco Harris 1950年3月7日 - 2022年12月20日）はニュージャージー州フォート・ディクス出身の元アメリカンフットボール選手。ポジションはランニングバック。NFLのピッツバーグ・スティーラーズで1972年から1983年までの12シーズン、1984年にシアトル・シーホークスでプレイした後、現役を引退した。スティーラーズではスーパーボウルに4回優勝しチームの黄金期を支えた。また第9回スーパーボウルのMVPに選ばれている。1990年にプロフットボール殿堂入りを果たした。

## 経歴
1950年にペンシルベニア州フォート・ディクスで生まれた。彼の父親はアフリカ系アメリカ人で第二次世界大戦に従軍した。母親はイタリア系であった.。彼は州内の高校を経てペンシルベニア州立大学に進学した。そしてそこで主にライデル・ミッチェルのブロッカーとして起用された。
1972年のNFLドラフト1巡目全体13位でピッツバーグ・スティーラーズに指名されて入団した。この指名には当時疑問が投げかけられ多くのものはライデル・ミッチェルを指名するべきだったと考えていた。1972年シーズン彼は188回のボールキャリーで1回あたり5.6ヤード、1,055ヤードを獲得、ランで10TD、パスレシーブでも3TDをあげてリーグのオフェンシブ・ルーキー・オブ・ザ・イヤーに選ばれると共にスポーティング・ニュース、UPI通信からも表彰された。彼はピッツバーグに多く居住するイタリア系アメリカ人の人気を集めるようになった。プロボウルにも1972年から1980年まで選出された。また8シーズン1,000ヤードラッシャーとなりジム・ブラウンの記録を破った。彼とチームメートのロッキー・ブライアーのランは相手ディフェンスを苦しめ第9回スーパーボウル、第10回スーパーボウル、第13回スーパーボウル、第14回スーパーボウルで優勝を味わった。このうち第9回スーパーボウルでは34回のボールキャリーでスーパーボウル記録（当時）となる158ヤードを走りMVPに選ばれている。彼はアフリカ系アメリカ人、イタリア系アメリカ人として初のスーパーボウルMVPに選ばれた選手となった。4回のスーパーボウルでの通算記録は101回のキャリーで354ヤードを獲得、ラッシングタッチダウン4回はスーパーボウル史上2位の記録である。
ジム・ブラウンなどは彼のランプレイはより多くのヤードを稼ぐことなく、相手ディフェンスとの接触を避けてすぐにアウト・オブ・バウンズに出てしまうと批判したが彼は不要な接触プレイを避けることで長年プレイすることができたと考えている。
13シーズンで2、949回のボールキャリーで平均4.1ヤード、通算12,120ヤード、TDラン91回、レシーブ307回、通算2,287ヤード、TDレシーブ9回の記録を残し現役を引退した。スティーラーズは公式には彼の背番号32番を永久欠番としていないが彼の後に32番をつけた選手はいない。
1983年にウォルター・ペイトンと共にNFLの通算ラッシング記録であったジム・ブラウンの記録に迫った。この時彼はオーナーであるルーニー・ファミリーに年俸アップを訴えたが彼の成績は下降気味だったためこの訴えは拒絶された。彼はホールドアウトをして1984年のトレーニングキャンプの際にチームからカットされた。1984年シーズン中にシアトル・シーホークスと契約して 8試合に出場したが170ヤードしか獲得できずジム・ブラウンの記録には192ヤード及ばずルーニー・ファミリーの判断が正しかったことが証明された。引退後彼とルーニー・ファミリーは和解している。
NFL史上有名なイマーキュレート・レセプションで彼は重要な役割を担っている。1972年のプレーオフでスティーラーズはオークランド・レイダースと対戦したが残り22秒でテリー・ブラッドショーがジョン・フッカに投げたパスはジャック・テイタムのハードヒットによって跳ね返され、これをハリスがキャッチしタッチダウンに結びつけ試合はスティーラーズの逆転勝利となった。当時は複数のオフェンスレシーバーがボールに触ることはできなかったため、レイダースはフッカがボールに触ったと抗議した。これに対してスティーラーズはテイタムがボールに触ったと主張した。後にレイダースのラインバッカーであるフィル・ビラピアーノが語ったところによると、ハリスの本来の役目はパスブロックであったのにこれに失敗したため跳ね返ったボールをキャッチできたという。2006年にペンシルベニア州にあるハインツ・ヒストリー・センターにこのプレイの際の彼の等身大フィギュアが展示されている。
1999年に彼はスポーティング・ニュースが選ぶ偉大なアメリカンフットボール選手の第83位にランクインした。
現役引退後彼はパン会社やソーセージ会社などを買い取って事業を始めた。
2008年アメリカ合衆国大統領選挙では8月にデンバーで行われた民主党党大会にペンシルベニア州代表として出席した。そして12月の代議員選挙ではバラク・オバマに投票している。2022年12月20日の夜遅くに死去したが、死因は公表されていない。